# Lee Yong-rae
Lee Yong-rae (kor. 이용래; * 17. April 1986 in Daejeon, Südkorea) ist ein südkoreanischer Fußballspieler.

## Karriere
Seinen ersten Vertrag unterschrieb Lee 2009 beim südkoreanischen Verein Gyeongnam FC. 2011 wechselte er zu Suwon Samsung Bluewings. Auf Leihbasis spielte er von 2014 bis 2015 bei Asan Mugunghwa FC. Seit 2018 steht er beim thailändischen Erstligisten Chiangrai United, einem Verein, der in der Thai League spielt, unter Vertrag. Mit dem Verein aus Chiang RaiChiangrai feierte er 2019 die thailändische Fußballmeisterschaft. Nach 59 Erstligaspielen wechselte er Anfang 2021 wieder in sein Geburtsland. Hier unterschrieb er einen Vertrag beim Daegu FC. Der Verein aus Daegu spielte in der ersten Liga, der K League 1.

## Erfolge
Chiangrai United
- Thai League: 2019
- Thailand Champions Cup: 2018, 2020

Suwon Samsung Bluewings
- Korean FA Cup: 2016

Ansan Mugunghwa FC
- K League Challenge: 2014 (Vizemeister)